# Sangoe
Sangoe est un village du Cameroun situé dans le département de la Kadey et la région de l'Est. Il fait partie de la commune de Nguelebok.

## Population
En 2005, le village comptait 114 habitants.
En 2012, on y a dénombré 136 personnes.